# Pierre Kezdy
Pierre Kezdy (ur. 4 stycznia 1962 w Chicago, zm. 9 października 2020 w Glenview) – amerykański muzyk i basista punk rockowy, znanym z gry z różnymi zespołami punkowymi z Chicago, w tym z Naked Raygun, Pegboy, Strike Under, Arsenal i Trial By Fire. Był także młodszym bratem frontmana The Effigies Johna Kezdy'ego.

## Biografia
Kezdy zaczynał z zespołem Strike Under w 1979 lub 1980 roku. Kiedy Steve Bjorklund, wokalista zespołu, opuścił zespół w 1981 roku, pozostali członkowie, w tym Kezdy, utworzyli nowy zespół o nazwie Trial By Fire. Kiedy ten zespół rozpadł się w 1982 roku, Kezdy zastąpił Camilo Gonzaleza w Naked Raygun, dołączając do nich na czas ich drugiego albumu All Rise. W Naked Raygun przestał występować w 1992 roku. W 1994 roku Kezdy zastąpił Steve'a Saylorsa w Pegboy, zespole założonym przez byłego kolegę z zespołu Naked Raygun, Johna Haggerty'ego. Kiedy Naked Raygun ponownie zaczął grać w 2007 roku, Kezdy został zastąpiony w Pegboyu przez Mike'a Thompsona. Kezdy doznał udaru w 2010 roku i nie mógł występować na żywo z Naked Raygun, więc Pete Mittler, który był już częścią zespołu Jeffa Pezzatiego, The Bomb, grał na basie podczas ich koncertów. Kezdy ponownie dołączył do Naked Raygun podczas występów na żywo w 2013 roku, grając na gitarze barytonowej z Fritzem Dorezą grającym na basie. 
Inne zespoły, z którymi grał Kezdy, to Rainbow Girls (z bratem Johnem Kezdy z The Effigies), The Interceptors i Arsenal (oba z Santiago Durango). Kezdy grał na gitarze basowej Gibson G3.
Pierre Kezdy zmarł na raka 9 października 2020 roku w wieku 58 lat. 